# Okręglica (szczyt)
Okręglica (602 m n.p.m.) – wzniesienie na północno-wschodnich krańcach Beskidu Wyspowego. Jego zachodnie stoki opadają do doliny Słomki, północne i południowe do dolinek dwóch jej dopływów, z łagodniejszych północno-wschodnich wypływa kilka cieków potoku Gajduszowiec.
Okręglica znajduje się w granicach wsi Przyszowa i Stronie w powiecie limanowskim, oraz Długołęka-Świerkla w powiecie nowosądeckim (wszystkie w województwie małopolskim). Jest w większości porośnięta lasem\.